# Break It Yourself
Break It Yourself è il sesto album discografico in studio da solista del cantautore statunitense Andrew Bird, pubblicato nel 2012. Nel brano Lusitania partecipa la cantautrice St. Vincent.

## Tracce
1. Desperation Breeds... – 5:30
2. Polynation – 0:45
3. Danse Caribe – 5:19
4. Give It Away – 4:31
5. Eyeoneye – 4:07
6. Lazy Projector – 4:59
7. Near Death Experience Experience – 4:29
8. Behind the Barn – 1:04
9. Lusitania – 4:04
10. Orpheo Looks Back – 4:55
11. Sifters – 4:13
12. Fatal Shore – 5:06
13. Hole In the Ocean Floor – 8:18
14. Belles – 3:00

## Formazione
- Andrew Bird - violino, chitarra, voce, fischio
- Martin Dosh – batteria
- Jeremy Ylvisaker – chitarra, tastiere, cori
- Mike Lewis - sassofoni, cori